# Spoorlijn Y Brucherberg - Y Scheuerbusch
De Spoorlijn Y Brucherberg - Y Scheuerbusch is een verbindingslijn tussen lijn CFL 6c en lijn CFL 6a in Luxemburg. De spoorlijn is 1,3 km lang en heeft als nummer CFL Lijn 6k.

## Geschiedenis
De spoorlijn werd gebouwd en geëxploiteerd door de spoorwegmaatschappij "Compagnie Grande Luxembourg" en werd geopend op 29 september 1884.

## Aansluitingen
In de volgende plaatsen is of was er een aansluiting op de volgende spoorlijnen:
Brucherberg
CFL 6c, spoorlijn tussen Noertzange - Rumelange-Ottange
Scheuerbusch
CFL 6a, spoorlijn tussen Bettembourg en Esch-sur-Alzette

## Elektrificatie
Het traject van de CFL werd in 1960 geëlektrificeerd met een spanning van 25.000 volt 50 Hz.